# テート・リバプール

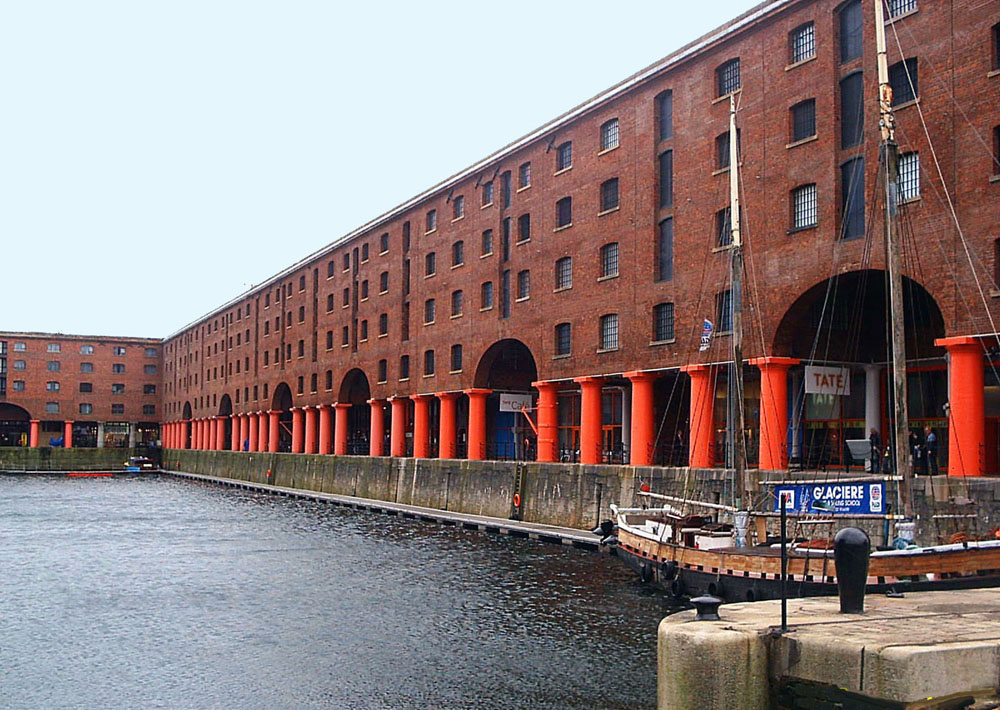
埠頭地区、アルバート・ドックにあるテート・リバプール

テート・リバプール（Tate Liverpool）は、イギリス・マージーサイド州リヴァプール市にある国立の近現代美術館。テート・ブリテン、テート・モダンなどとともに、国立美術館ネットワーク「テート」の一部をなしている。イングランド北部のみならず、ロンドン以外のイングランドで最大の近代美術・現代美術の展示品数を誇る。研究を専門とする学芸員は現在6名。
リヴァプールの港湾再開発地区、アルバート・ドックの、ジャッセ・ハートリー設計の1840年代の倉庫をジェームス・スターリングが改造して1988年開設された。リヴァプール港はかつて砂糖交易の中心地であり、テート・コレクションの生みの親であった19世紀の実業家・砂糖加工業者、サー・ヘンリー・テートゆかりの地でもある。
館内では、テート・コレクションに属するイギリス美術・近現代美術の作品を、テートの他の美術館と回しながら展示している。リバプールの場合は特に、ヘンリー・ムーアなどイングランド北部にゆかりのある作家の作品が中心になっている。
またリバプール独自の活動では、地元住民や専門家に対する教育企画、特に児童・生徒がテート・コレクションの中から自分達で作品を選びカタログなども作る展覧会作成企画『ヤング・テート』がユニークな取り組みである。